# 維特里夫卡 (揚皮爾區)
48°23′42″N 28°15′0″E / 48.39500°N 28.25000°E
維特里夫卡（烏克蘭語：Вітрівка）是位於烏克蘭西南部的村莊，由文尼察州裡莫希利夫-波季利斯基区的巴布欽齊市鎮負責管轄。該村始建於1800年，面積0.91平方公里，海拔高度186米，2001年人口388，人口密度每平方公里426.37人。